# Shelley Spector
Pour les articles homonymes, voir Spector.
Shelley Spector (née en 1960) est une artiste visuelle américaine. Spector est professeur auxiliaire à la Pennsylvania Academy of the Fine Arts. Elle vit et travaille actuellement à Philadelphie (Pennsylvanie).
Spector est diplômée de la Pennsylvania Academy of the Fine Arts en 1980. En 1994, elle a obtenu un Baccalauréat en Arts de l'université des arts de Philadelphie.

## Carrière
Spector travaille dans différents médias, y compris le bois, le tissu, et de matériaux courants. Elle a souvent décrit son travail comme ayant un aspect anthropologique. Entre 1999 et 2006, elle crée SPECTOR, une galerie pour les artistes émergents.

## Collections publiques
Le travail de Shelley Spector peut être vu dans un certain nombre de collections publiques, y compris :
- Musée d'Art de philadelphie[6]
- Pennsylvania Academy of the Fine Arts[2]